# Lijst van rijksmonumenten in Anloo
De plaats Anloo telt 20 inschrijvingen in het rijksmonumentenregister. Hieronder een overzicht. 
| Object                                                                                    | Oorspronkelijke functie? | Bouwjaar                                                                                                   | Architect                                                                 | Locatie                                    | Coördinaten?                 | Nr.?   | Afbeelding                                          |
| ----------------------------------------------------------------------------------------- | ------------------------ | --- | ------------------------------------------------------------------------- | ------------------------------------------ | ---------------------------- | ------ | --------------------------------------------------- |
| Hervormde kerk (Magnuskerk)                                                               | Kerk en kerkonderdeel    | ca. 1100 (schip) begin 14e eeuw (verb.) 1615 en 1859 (herst.) 1936-'37 (rest. koor) 1941-'44 (rest. schip) | G. Feenstra (1937) G. Feenstra, J. Boelens en H.B. van Broekhuizen (1944) | Kerkbrink 3                                | 53° 2' 35" NB, 6° 41' 53" OL | 8152   | Hervormde kerk(Magnuskerk)                          |
| Hervormde kerk, toren                                                                     | Kerk en kerkonderdeel    | midden 12e eeuw (kern ouder) 1757 (spits) 1893-'94 (trapgevels) 1941-'44 (rest.)                           | G. Feenstra, J.Boelens en H.B. van Broekhuizen (1944)                     | Kerkbrink 3                                | 53° 2' 35" NB, 6° 41' 53" OL | 8153   | Meer afbeeldingen                                   |
| Boerderij met zijbaander en woondeel met rechte top                                       | Boerderij                | ca. 1900                                                                                                   |                                                                           | Kerkbrink 4                                | 53° 2' 35" NB, 6° 41' 48" OL | 8154   | Boerderij met zijbaander en woondeel met rechte top |
| Homanshof                                                                                 | Boerderij                | oorspr. mog. 17e eeuw                                                                                      |                                                                           | Lunsenhof 20                               | 53° 2' 35" NB, 6° 42' 3" OL  | 8157   | Meer afbeeldingen                                   |
| Boerderij met gepleisterd woonhuis en herbouwd bedrijfsdeel (wellicht voorm. Schultehuis) | Woonhuis                 | 1818 1733 ca. 1900 (bedrijfsdeel)                                                                          |                                                                           | Brinkstraat 5                              | 53° 2' 34" NB, 6° 41' 56" OL | 8158   | Meer afbeeldingen                                   |
| Terrein met grafheuvel                                                                    | Archeologisch monument   | Neolithicum en/of Bronstijd                                                                                |                                                                           | Liesakkers                                 | 53° 2' 33" NB, 6° 42' 46" OL | 45012  | Upload foto                                         |
| Terrein met 28 grafheuvels, het hunebed D7 en sporen van bewoning                         | Archeologisch monument   | Neolithicum Bronstijd IJzertijd 1952 (rest.)                                                               |                                                                           | tussen Strubbenweg en Borgweg              | 53° 3' 47" NB, 6° 41' 4" OL  | 45006  | Meer afbeeldingen                                   |
| Terrein met grafheuvel                                                                    | Archeologisch monument   | Neolithicum en/of Bronstijd                                                                                |                                                                           | Strubbenweg                                | 53° 3' 39" NB, 6° 41' 48" OL | 45007  | Terrein met grafheuvel                              |
| Terrein met grafheuvel                                                                    | Archeologisch monument   | Neolithicum en/of Bronstijd                                                                                |                                                                           | Bosweg                                     | 53° 3' 29" NB, 6° 41' 50" OL | 45008  | Upload foto                                         |
| Terrein met twee grafheuvels en hunebed D8                                                | Archeologisch monument   | Neolithicum en/of Bronstijd gerest. tussen 1848 en 1875, in 1952 en in 1965                                |                                                                           | Bosweg                                     | 53° 3' 33" NB, 6° 42' 1" OL  | 45009  | Meer afbeeldingen                                   |
| Terrein met zes grafheuvels                                                               | Archeologisch monument   | Neolithicum en/of Bronstijd                                                                                |                                                                           | Bosweg                                     | 53° 3' 16" NB, 6° 42' 16" OL | 45010  | Upload foto                                         |
| Terrein met vier grafheuvels                                                              | Archeologisch monument   | Neolithicum en/of Bronstijd                                                                                |                                                                           | Kerkweg                                    | 53° 2' 15" NB, 6° 42' 30" OL | 45013  | Upload foto                                         |
| Terrein met hunebed D11                                                                   | Archeologisch monument   | Neolithicum 1952 (rest.)                                                                                   |                                                                           | Boswachterij Anloo                         | 53° 1' 49" NB, 6° 42' 29" OL | 45017  | Meer afbeeldingen                                   |
| Terrein met zes en vermoedelijk acht grafheuvels                                          | Archeologisch monument   | Neolithicum en/of Bronstijd                                                                                |                                                                           | Boswachterij Anloo                         | 53° 1' 45" NB, 6° 42' 39" OL | 45018  | Meer afbeeldingen                                   |
| Terrein met twee grafheuvels                                                              | Archeologisch monument   | Neolithicum en/of Bronstijd                                                                                |                                                                           | Boswachterij Anloo                         | 53° 2' 0" NB, 6° 43' 6" OL   | 45019  | Upload foto                                         |
| Terrein met vijf grafheuvels                                                              | Archeologisch monument   | Neolithicum en/of Bronstijd                                                                                |                                                                           | Boswachterij Anloo, bij het Galgwanderveen | 53° 1' 52" NB, 6° 43' 28" OL | 45020  | Upload foto                                         |
| Terborgh                                                                                  | Sport en recreatie       | ca. 1930                                                                                                   | J. van Houten jr.                                                         | Gasterenseweg 1                            | 53° 2' 25" NB, 6° 41' 23" OL | 510973 | Terborgh                                            |
| Terborgh, dienstwoning                                                                    | Woonhuis                 | ca. 1930 1962 (verb.)                                                                                      | J. van Houten jr.                                                         | Gasterenseweg 3                            | 53° 2' 26" NB, 6° 41' 25" OL | 510974 | Terborgh, dienstwoning                              |
| Terborgh, garage                                                                          | Onderdeel woningen e.d.  | ca. 1930                                                                                                   | J. van Houten jr.                                                         | bij Gasterenseweg 1                        | 53° 2' 25" NB, 6° 41' 23" OL | 510975 | Terborgh, garage                                    |
| Voorm. hervormde pastorie                                                                 | Kerkelijke dienstwoning  | ca. 1890 1955 (schuur) 1986 (verb.)                                                                        | J. Boelens Kzn. (1955)                                                    | Kerkbrink 6                                | 53° 2' 34" NB, 6° 41' 46" OL | 510977 | Meer afbeeldingen                                   |